# John Hora
John Charles Hora (* 16. Februar 1940 in Pasadena, Kalifornien; † 9. Februar 2021) war ein US-amerikanischer Kameramann.

## Leben
John Charles Hora wurde als Sohn eines Amateurfotografen, der an der Art Center School of Design studierte, und Enkel eines Fotografen aus Missouri geboren. Er studierte an der Filmhochschule der University of Southern California. Er debütierte 1973 als eigenverantwortlicher Kameramann mit der Filmbiografie Maurie. In seiner Karriere arbeitete er insbesondere als Kameramann für den US-amerikanischen Filmregisseur Joe Dante. Die Zusammenarbeit umfasst die Spielfilme Das Tier, Unheimliche Schattenlichter, Gremlins – Kleine Monster, Gremlins – Kleine Monster, Explorers – Ein phantastisches Abenteuer und Matinée. Drei Mal trat Hora in kleinen Auftritten auch vor der Kamera in Erscheinung.
Seit 1985 war Hora Mitglied der American Society of Cinematographers und arbeitete seit 2005 ehrenhalber für das Hausmagazin American Cinematographer. Außerdem arbeitete er vereinzelt als Gastdozent für die Los Angeles Film School.
Hora starb überraschend im Alter von 80 Jahren an einem Herzfehler. Er hinterließ eine Ex-Ehefrau sowie einen Bruder.

## Filmografie (Auswahl)
- 1973: Maurie
- 1978: Weitere Abenteuer der Familie Robinson in der Wildnis (The Further Adventures of the Wilderness Family)
- 1981: Das Tier (The Howling)
- 1982: Durchgebrannt aus Liebe (Liar's Moon)
- 1983: Unheimliche Schattenlichter (Twilight Zone: The Movie)
- 1984: Gremlins – Kleine Monster (Gremlins)
- 1985: Explorers – Ein phantastisches Abenteuer (Explorers)
- 1987: Die Reise ins Ich (Innerspace)
- 1989: Loverboy – Liebe auf Bestellung (Loverboy)
- 1990: Gremlins 2 – Die Rückkehr der kleinen Monster (Gremlins 2 – The New Batch)
- 1992: Liebling, jetzt haben wir ein Riesenbaby (Honey, I Blew Up the Kid)
- 1993: Matinée